# Cầu Mặt trăng
Cầu bán nguyệt (tiếng Anh: Moon bridge) là cầu đi bộ, được thiết kế theo kiểu vòm cung, thường thấy trong các khu vườn ở Trung Quốc và Nhật Bản. Cầu bán nguyệt có nguồn gốc từ Trung Quốc, sau đó du nhập sang Nhật Bản.

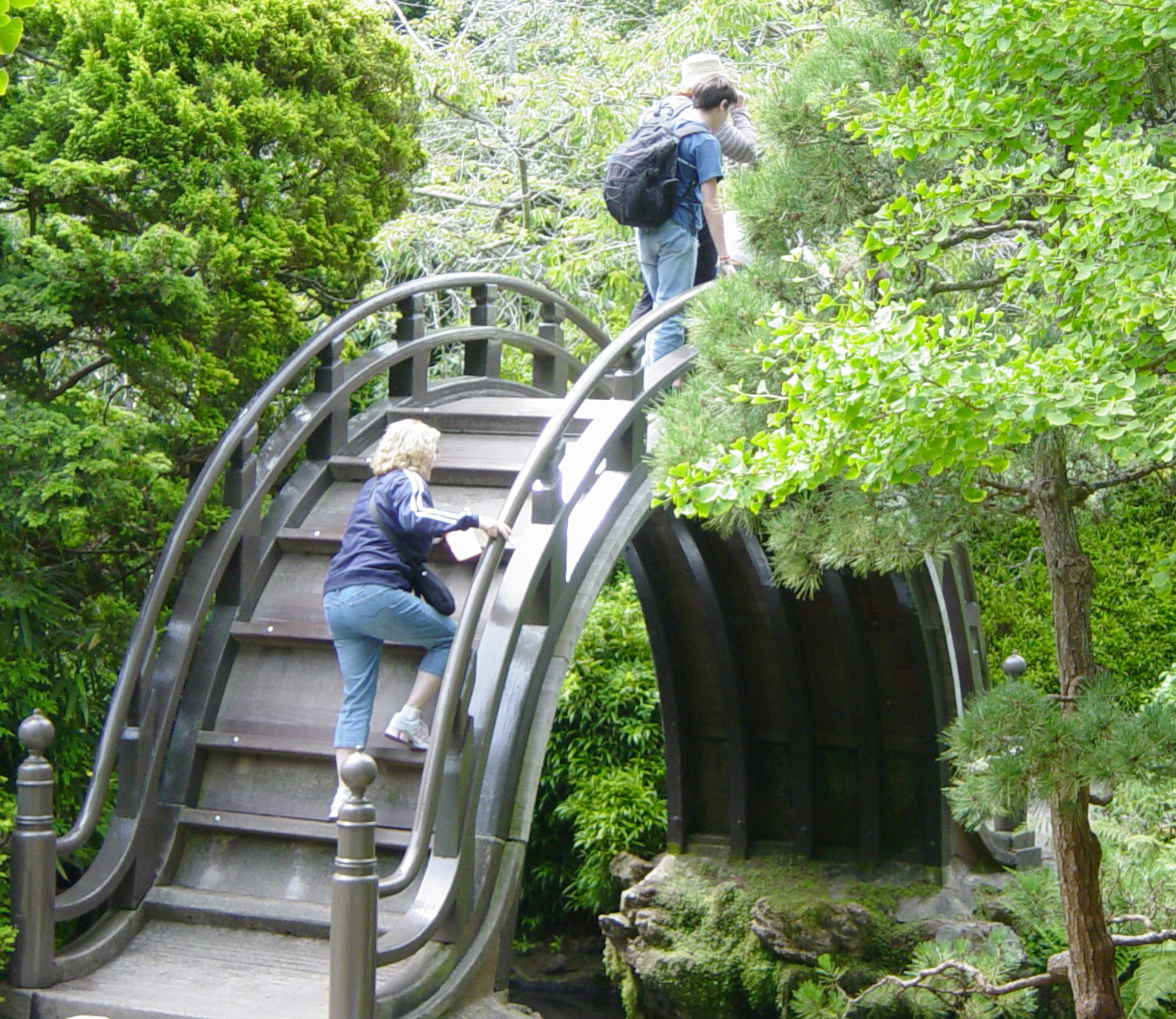
Một cây cầu bằng gỗ trong Vườn trà Nhật Bản ở Công viên Cổng Vàng tại San Francisco, California.
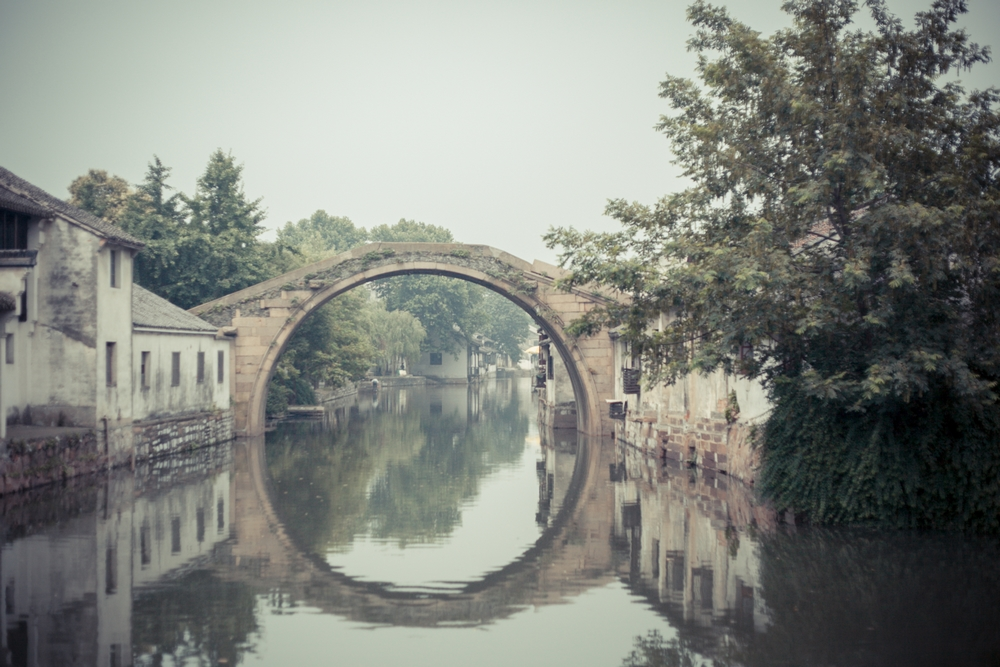
Cầu Hongji tại Nam Tầm, Triết Giang.